# Vibraslap

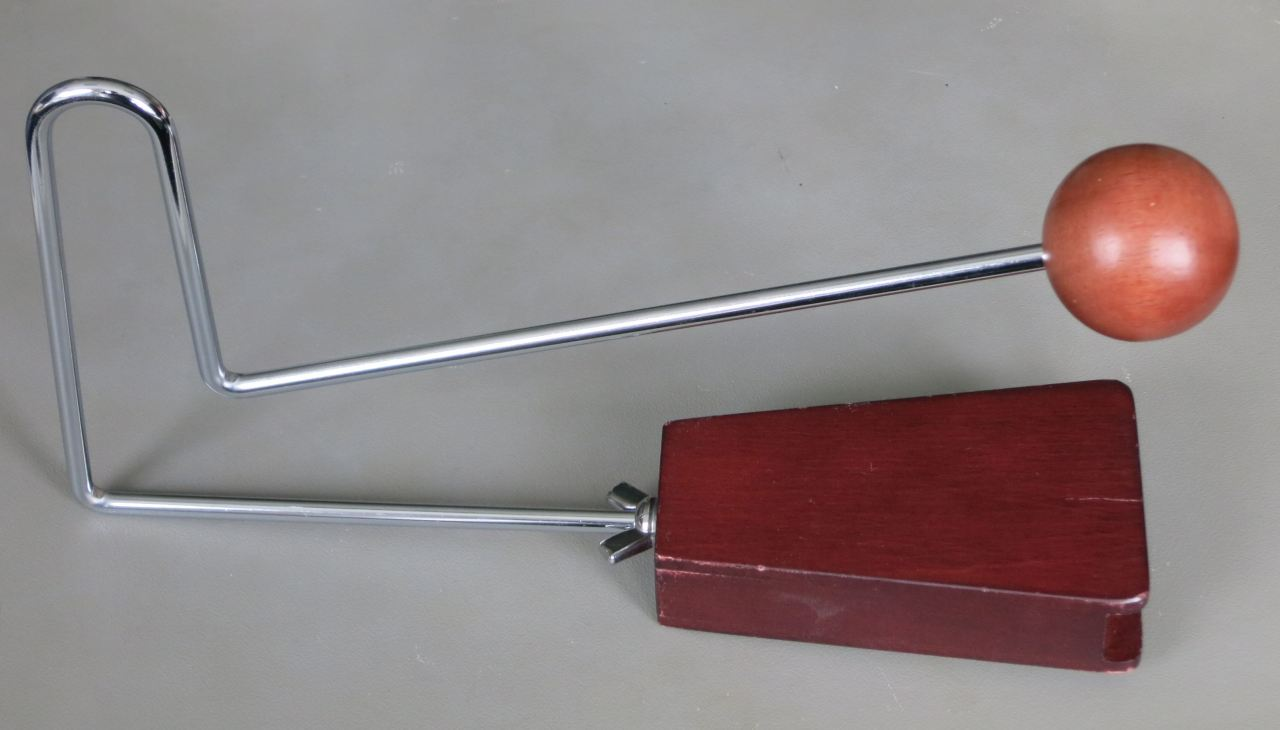
Vue de côté

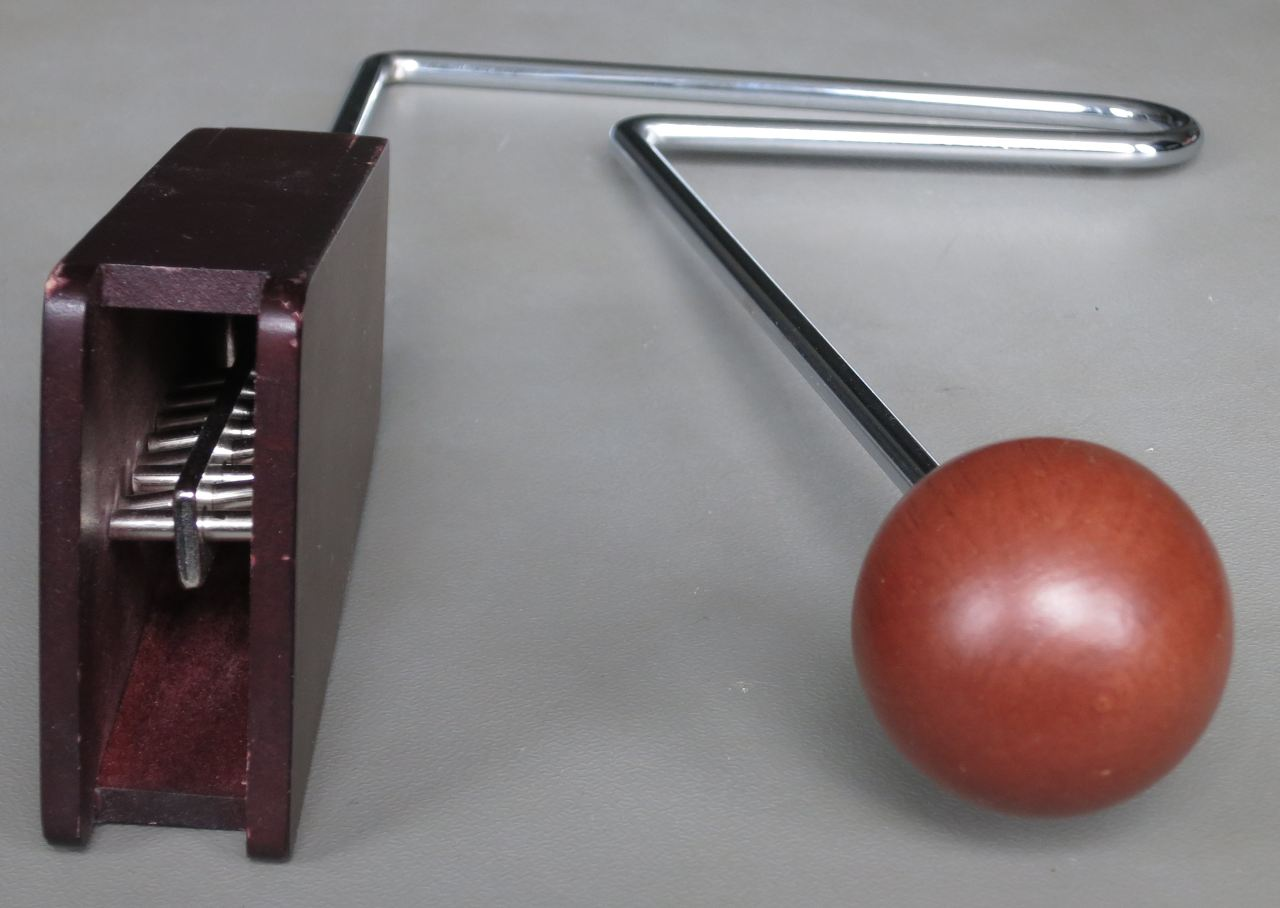
Un vibraslap vu de devant

Un vibraslap est un instrument de percussion, composé d'une poignée en métal en forme de « U » avec d'un côté une boule de bois et de l'autre, une caisse de résonance, en bois également. Celle-ci est pourvue de parties mobiles (les petites tiges métalliques visibles sur la deuxième photo) qui viennent toucher les parois de la caisse lorsqu'on utilise l'instrument. Le vibraslap se tient fermement par la poignée ou se fixe sur un support. Le fait de frapper la boule, ou d'appuyer dessus pour la relâcher brusquement, provoque une vibration le long de la poignée, qui se transmet ensuite à la caisse de résonance et provoque une stridulation plus ou moins forte.
Cet instrument a longtemps été utilisé par les bruiteurs de films comiques pour sa sonorité amusante.
On trouve différents vibraslaps selon la taille ou les matériaux.
- Son d'un vibraslapⓘ
- Un autre enregistrementⓘ

## Autre
The Vibraslaps étaient un groupe de rock acoustique de Nouvelle-Zélande durant les années 1980.